# Dieurostus dussumieri
Dieurostus dussumieri är en ormart som beskrevs av Duméril, Bibron och Duméril 1854. Dieurostus dussumieri är ensam i släktet Dieurostus som ingår i familjen Homalopsidae. IUCN kategoriserar arten globalt som livskraftig. Inga underarter finns listade i Catalogue of Life.
Denna orm förekommer i Indien och Bangladesh. Arten vistas ofta i pölar och kanaler. Den besöker även risodlingar.
Dieurostus dussumieri är med en längd av 60 till 92 cm en liten till medelstor orm. Den äter främst fiskar. Honor föder levande ungar (ovovivipari).